# Eugeniu Ureche
Eugeniu Ureche (n. 20 martie 1917, Moghilev, Belarus – d. 27 ianuarie 2005, Chișinău) a fost un actor și cântăreț de operă din Republica Moldova.

## Biografie
S-a născut la 20 martie 1917 în orașul Moghilev, Belarus, potrivit altor surse − la 21 martie în satul Hîrtopul Mare, raionul Criuleni, Republica Moldova. A absolvit Conservatorul de Stat de la Chișinău în anul 1939. Începînd cu anul 1940 și pînă în 1980 – este actor la Teatrul Muzical-dramatic „A. Pușkin”, cu excepția anilor 1955-1959, cînd a fost solist la Teatrului de Operă și Balet. E. Ureche s-a manifestat ca un artist plenar - actor dramatic și cîntăreț de operetă, solist de operă, interpret de muzică populară, regizor și scenograf. A colaborat activ cu Radioul Național, s-a filmat în filme

## Filmografie
- „Leana”, 1955, studioul „ M. Gorki” − președinte de colhoz,
- „Andrieș”, 1955, studioul „А. Dovjenco” de la Kiev – Strîmbă-Lemne,
- „Melodii moldovenești”, 1955, „Moldova-film” – atamanul Condrea,
- „Răsăritul zbuciumat”, 1984, „Moldova-film” − moșierul.

## Distincții și premii
- Laureat al premiului de Stat al URSS – 1950,
- Artist al Poporului din RSSM – 1953,
- Artist al Poporului din URSS – 1967,
- Ordinul „Drapelul Roșu al Muncii”,
- Ordinul „Insigna de onoare”.